# マイケル・C・ホール
マイケル・C・ホール（Michael C. Hall, 1971年2月1日 - ）はアメリカ合衆国出身の俳優。

## プロフィール
ノースカロライナ州ローリー出身。1993年、インディアナ州のアーラム大学を卒業。当時は弁護士志望だったが俳優志望に転じ、ニューヨーク大学大学院修士課程で芸術学を専攻。
その後、オフ・ブロードウェイの舞台で『マクベス』、『シンベリン』、『ヘンリー五世』などに出演。1999年にはサム・メンデスに抜擢されて『キャバレー』に出演しブロードウェイ・デビューとなった。
サム・メンデス監督の『アメリカン・ビューティー』の脚本家アラン・ボール制作の人気テレビドラマ『シックス・フィート・アンダー』で、フィッシャー家の次男デイヴィッドを演じて広く知られるようになる。
2006年からはじまったテレビドラマ『デクスター 〜警察官は殺人鬼』では主演のデクスター・モーガンを演じている。

### プライベート
2002年に舞台『シカゴ』で共演した女優のAmy Spangerと結婚したが、2006年に離婚。
その後『デクスター 〜警察官は殺人鬼』で共演したジェニファー・カーペンターと交際、2008年12月31日に二人は結婚、約2年後の2010年12月13日に離婚した。
2010年1月にホジキンリンパ腫の治療を受けており、初期の段階だったため病状は良好であることを広報が発表。同年4月25日に行われたゴールデングローブ賞では、化学療法によって頭髪を失った頭にニットキャップ姿で授賞式に登場した。

## フィルモグラフィ

### 映画
| 年   | 題名                                                                     | 役名                   | 備考                  |
| ---- | ------------------------------------------------------------------------ | ---------------------- | --------------------- |
| 2003 | ペイチェック 消された記憶 Paycheck                                       | エージェント・クライン |                       |
| 2009 | GAMER Gamer                                                              | ケン・キャッスル       |                       |
| 2012 | ダメ男がモテる本当の理由 The Trouble with Bliss                          | モリス・ブリス         |                       |
| 2013 | キル・ユア・ダーリン Kill Your Darlings                                  | デヴィッド・カマラー   |                       |
| 2014 | コールド・バレット 凍てついた七月 Cold in July                           | リチャード・デイン     |                       |
| 2017 | ザ・シークレットマン Mark Felt: The Man Who Brought Down the White House | ジョン・ディーン       |                       |
| 2018 | ゲーム・ナイト Game Night                                                | ブルガリア人の男       |                       |
| 2019 | ザ・レポート The Report                                                  | トーマス・イーストマン |                       |
| 2019 | 月影の下で In the Shadow of the Moon                                     | ホルト                 | Netflixオリジナル映画 |
| 2021 | John and the Hole                                                        | Bradley Shay           |                       |

### テレビシリーズ
| 年        | 題名                                          | 役名                                  | 備考                                                              |
| --------- | --------------------------------------------- | ------------------------------------- | ----------------------------------------------------------------- |
| 2001-2005 | シックス・フィート・アンダー Six Feet Under   | デイヴィッド・フィッシャー            | 計63話出演                                                        |
| 2006-2013 | デクスター 〜警察官は殺人鬼 Dexter            | デクスター・モーガン                  | 計96話出演 兼製作総指揮 2010年ゴールデングローブ賞主演男優賞 受賞 |
| 2009-2010 | Dexter: Early Cuts                            | デクスター・モーガン                  | 計12話声の出演                                                    |
| 2017      | ザ・クラウン The Crown                        | ジョン・F・ケネディ                   | 第2シーズン第8話「親愛なるケネディ夫人」                          |
| 2018      | SAFE 埋もれた秘密 Safe                        | トム・デラニー                        | 計8話出演 兼製作総指揮                                            |
| 2020      | The Defeated -混沌のベルリン- The Defeated    | トム・フランクリン                    | ミニシリーズ                                                      |
| 2021-2022 | デクスター:ニュー・ブラッド Dexter: New Blood | デクスター・モーガン / ジム・リンジー | ミニシリーズ                                                      |
| TBA       | Dexter: Resurrection                          | デクスター・モーガン                  | ミニシリーズ                                                      |